# Isla del Penedo da Ínsua
La Isla Penedo da Ínsua (Illa da Ínsua, Illa do Penedo da Ínsua) es una isla española situada en la provincia de Lugo, en la costa de Ribadeo, no lejos de la conocida Isla Pancha. Mide 1'9 hectáreas. Es abrupta inhóspita, de cima llana y cubierta de hierba, separada de tierra firme por un estrecho canal de fuertes corrientes.

## Imagen de satélite
- Isla del Penedo da Ínsua en Wikimapia

- Datos: Q9009865